# Conway Mohamed
Conway Mohamed (* 9. Juni 1981 in Harare) ist ein simbabwischer Radrennfahrer.
Conway Mohamed gewann 2005 die Gesamtwertung beim Blue Cross Cycle und er wurde simbabwischer Meister im Straßenrennen. In der Saison 2007 gewann er bei dem Etappenrennen Kushanya zusammen mit Jesmeil Rushwaya drei Teilstücke und konnte so auch die Gesamtwertung für sich entscheiden. 2008 war Mohamed auf drei Etappen der Manicaland Cycle Challenge erfolgreich und konnte so auch die Gesamtwertung für sich entscheiden.

## Erfolge
2004
- Simbabwischer Meister – Straßenrennen

2005
- Simbabwischer Meister – Straßenrennen

2009
- Simbabwischer Meister – Straßenrennen